# David Alerte

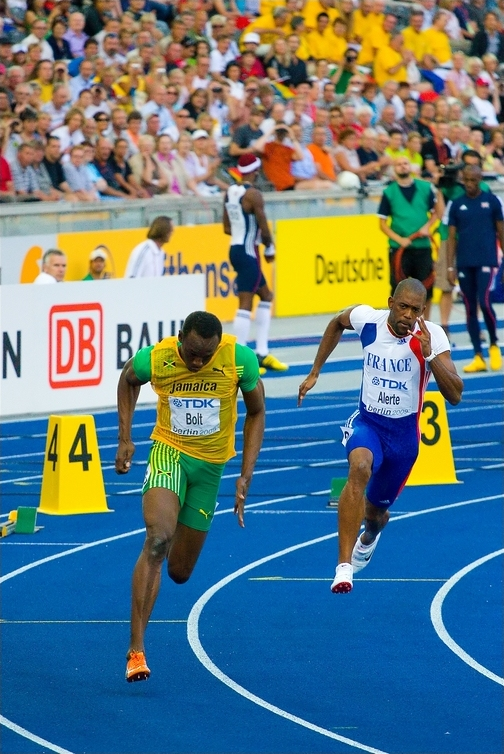
David Alerte (till höger) och Usain Bolt.

David Alerte, född 18 september 1984 i La Trinité på Martinique, är en fransk friidrottare (sprinter). 
Individuellt har Alerte specialiserat sig på 200 meter, en distans där han under några år varit Frankrikes främste sprinter. Alertes främsta mästerskapsmerit är en sjundeplats från EM 2006 i Göteborg. I mästerskapssammanhang har Alerte även deltagit i det franska laget över 4 x 100 meter. I stafettsammanhang är EM-bronset från 2006 Alertes största framgång.

## Personbästa
| Datum                                 | Gren      | Stad                                           | Tid   |
| ------------------------------------- | --------- | ---------------------------------------------- | ----- |
| 14 juli 2006 6 juli 2007 25 juli 2007 | 100 meter | Dreux, Frankrike Saint-Denis, Frankrike Monaco | 10,27 |
| 5 augusti 2007                        | 200 meter | Niort, Frankrike                               | 20,33 |
| 29 maj 2005                           | 400 meter | St George's                                    | 46,64 |